# Cessapalombo
Cessapalombo är en ort och kommun i provinsen Macerata i regionen Marche i Italien. Kommunen hade 482 invånare (2018).